# Les Ruines de l'église Sainte-Croix à Dresde
Les Ruines de l'église Sainte-Croix à Dresde est un tableau réalisé par le peintre italien Bernardo Bellotto en 1765. Cette huile sur toile est un paysage urbain représentant une église détruite à Dresde. Elle est conservée à la Kunsthaus de Zurich, à Zurich.

## Contexte
L'église Sainte-Croix, de style gothique, avait été bombardée par l'artillerie prussienne lors du siège de Dresde en 1760 et seul son clocher monumental en façade avait été préservé. En juin 1765, une partie de ce clocher s'est effondrée à son tour. L'œuvre le représente vu de l'arrière au cours de sa démolition définitive.
La façade de l'église intacte avait été peinte (deux fois) par Bellotto entre 1747 et 1756.

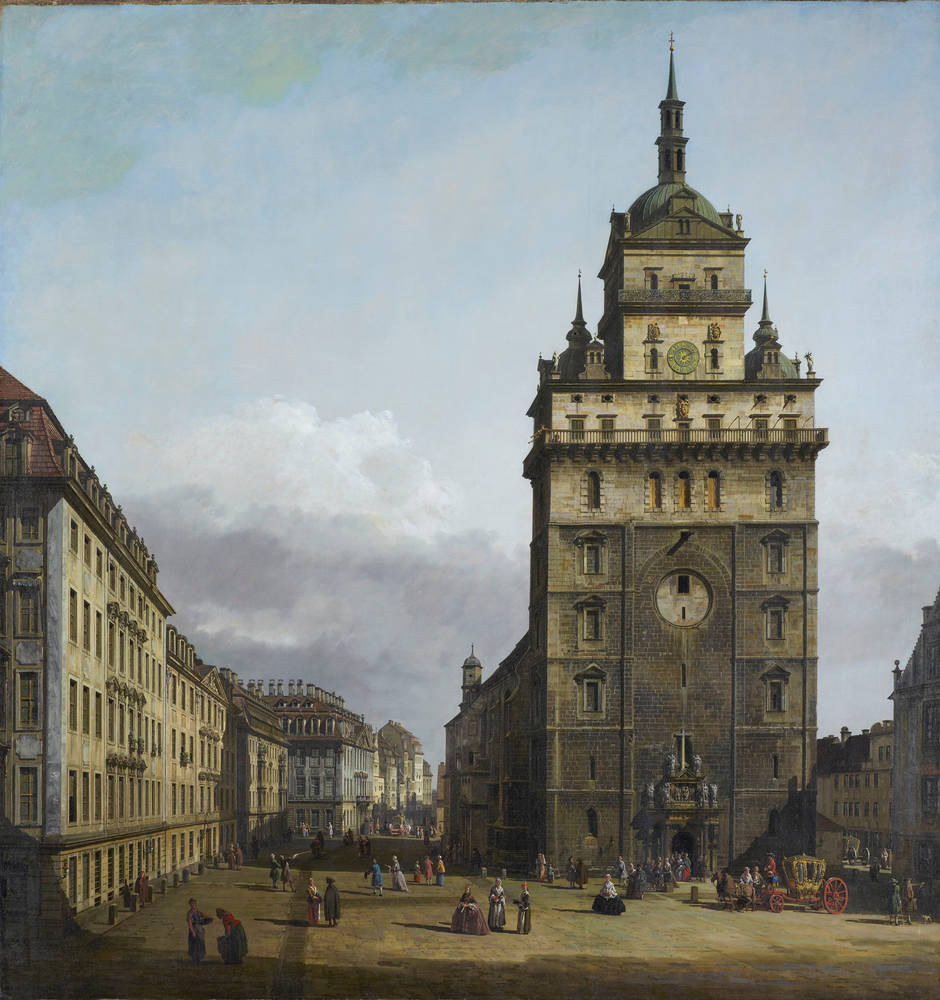
Bellotto, L'ancienne église Sainte-Croix de Dresde, Gemäldegalerie Alte Meister.

## Postérité
Le tableau fait partie des « 105 œuvres décisives de la peinture occidentale » constituant le musée imaginaire de Michel Butor.